# FDJ.fr/2014

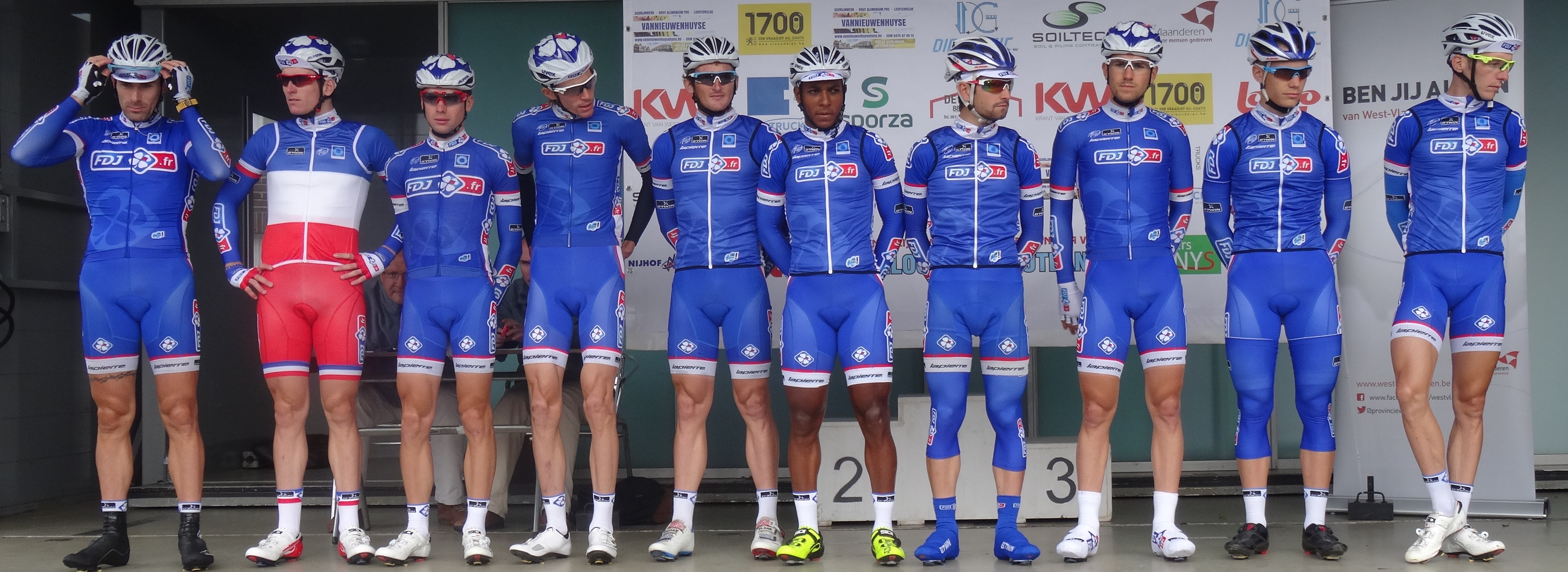
Team bij de Omloop van het Houtland, september 2014

Dit is een overzicht van de FDJ.fr-wielerploeg in 2014.

## Algemeen
Sponsor: La Française des Jeux
Teammanager: Marc Madiot
Ploegleiders: Thierry Bricaud, Martial Gayant, Yvon Madiot, Franck Pineau
Fietsmerk: Lapierre
Kleding: B'Twin
Kopmannen: Nacer Bouhanni, Arnaud Démare

## Renners
| Naam                       | Geboortedatum | Nationaliteit | Ploeg 2013    |
| -------------------------- | ------------- | ------------- | ------------- |
| William Bonnet             | 25-06-1982    | Frankrijk     |               |
| Nacer Bouhanni             | 25-07-1990    | Frankrijk     |               |
| David Boucher              | 17-03-1980    | België        |               |
| Sébastien Chavanel         | 21-03-1981    | Frankrijk     | Team Europcar |
| Arnaud Courteille          | 13-03-1989    | Frankrijk     |               |
| Mickaël Delage             | 06-08-1985    | Frankrijk     |               |
| Arnaud Démare              | 26-08-1991    | Frankrijk     |               |
| Kenny Elissonde            | 22-07-1991    | Frankrijk     |               |
| Pierrick Fédrigo           | 30-11-1978    | Frankrijk     |               |
| Murilo Fischer             | 16-06-1979    | Brazilië      |               |
| Alexandre Geniez           | 02-09-1988    | Frankrijk     |               |
| Anthony Geslin             | 09-06-1980    | Frankrijk     |               |
| Arnold Jeannesson          | 16-01-1986    | Frankrijk     |               |
| Matthieu Ladagnous         | 12-12-1984    | Frankrijk     |               |
| Johan Le Bon               | 03-10-1990    | Frankrijk     |               |
| Olivier Le Gac (vanaf 1-8) | 27-08-1993    | Frankrijk     |               |
| Pierre-Henri Lecuisinier   | 30-06-1993    | Frankrijk     | Neo           |
| Laurent Mangel             | 22-05-1981    | Frankrijk     |               |
| Francis Mourey             | 08-12-1980    | Frankrijk     |               |
| Yoann Offredo              | 12-11-1986    | Frankrijk     |               |
| Laurent Pichon             | 19-07-1986    | Frankrijk     |               |
| Cédric Pineau              | 08-05-1985    | Frankrijk     |               |
| Thibaut Pinot              | 29-05-1990    | Frankrijk     |               |
| Anthony Roux               | 18-04-1987    | Frankrijk     |               |
| Jérémy Roy                 | 22-06-1983    | Frankrijk     |               |
| Geoffrey Soupe             | 22-03-1988    | Frankrijk     |               |
| Benoît Vaugrenard          | 05-01-1982    | Frankrijk     |               |
| Jussi Veikkanen            | 29-03-1981    | Finland       |               |
| Arthur Vichot              | 26-11-1988    | Frankrijk     |               |
| Emilien Viennet            | 06-02-1992    | Frankrijk     |               |
| Stagiairs                  |               |               |               |
| Lorenzo Manzin             | 26-07-1994    | Frankrijk     |               |
| Guillaume Martin           | 09-06-1993    | Frankrijk     |               |
| Marc Sarreau               | 10-06-1993    | Frankrijk     |               |

### Vertrokken
| Uitgaand         | Team 2014 |
| ---------------- | --------- |
| Sandy Casar      | Gestopt   |
| Dominique Rollin | Onbekend  |

## Overwinningen

### Veldrijden
Cyclocross Beauchêne
Winnaar: Francis Mourey
Cyclocross Sablé sur Sarthe
Winnaar: Arnold Jeannesson
Frans kampioenschap veldrijden
Winnaar: Francis Mourey
Cyclocross Lanarvily
Winnaar: Francis Mourey
Supercross Baden
Winnaar: Francis Mourey
Cyclocross Boulzicourt
Winnaar: Francis Mourey
Cyclocross Épenoy
Winnaar: Francis Mourey
Cyclocross Dielsdorf
Winnaar: Francis Mourey
Cyclocross Arçon
Winnaar: Francis Mourey
Cyclocross Besançon
Winnaar: Francis Mourey
Cyclocross Steinmaur
Winnaar: Francis Mourey

### Wegwielrennen
Ster van Bessèges
2e etappe: Nacer Bouhanni
Ronde van Qatar
6e etappe: Arnaud Démare
Ronde van de Haut-Var
Jongerenklassement: Emilien Viennet
Parijs-Nice
1e etappe: Nacer Bouhanni
8e etappe: Arthur Vichot
Internationaal Wegcriterium
1e etappe: Nacer Bouhanni
Ronde van de Sarthe
1e etappe: Nacer Bouhanni
Puntenklassement: Nacer Bouhanni
GP Denain
Winnaar: Nacer Bouhanni
Vierdaagse van Duinkerke
1e etappe: Arnaud Démare
2e etappe: Arnaud Démare
Eindklassement: Arnaud Démare
Puntenklassement: Arnaud Démare
Jongerenklassement: Arnaud Démare
Ronde van Italië
4e etappe: Nacer Bouhanni
7e etappe: Nacer Bouhanni
10e etappe: Nacer Bouhanni
Puntenklassement: Nacer Bouhanni
Ronde van Picardië
2e etappe: Arnaud Démare
3e etappe: Arnaud Démare
Eindklassement: Arnaud Démare
Puntenklassement: Arnaud Démare
Ronde van Beieren
Jongerenklassement: Thibaut Pinot
Halle-Ingooigem
Winnaar: Arnaud Démare
Fins kampioenschap
Wegrit: Jussi Veikkanen
Frans kampioenschap
Wegrit: Arnaud Démare
Ronde van Frankrijk
Jongerenklassement: Thibaut Pinot
Eneco Tour
4e etappe: Nacer Bouhanni
Ronde van Spanje
2e etappe: Nacer Bouhanni
8e etappe: Nacer Bouhanni
Kampioenschap van Vlaanderen
Winnaar: Arnaud Démare
GP van Isbergues
Winnaar: Arnaud Démare
Eurométropole Tour
1e etappe: Arnaud Démare
2e etappe: Arnaud Démare
4e etappe: Arnaud Démare
Eindklassement: Arnaud Démare
1997 · 1998 · 1999 · 2000 · 2001 · 2002 · 2003 · 2004 · 2005 · 2006 · 2007 · 2008 · 2009 · 2010 · 2011 · 2012 · 2013 · 2014 · 2015 · 2016 · 2017 · 2018 · 2019 · 2020 · 2021 · 2022 · 2023 · 2024 · 2025
AG2R-La Mondiale · Astana · Belkin Pro Cycling · BMC Racing Team · Cannondale Pro Cycling Team · Team Europcar · FDJ · Garmin Sharp · Giant-Shimano · Katjoesja · Lampre-Merida · Lotto-Belisol · Team Movistar · Omega Pharma-Quick-Step · Orica-GreenEdge · Team Sky · Tinkoff-Saxo · Trek Factory Racing